# Gran Premio de los Países Bajos de Motociclismo de 1967
El Gran Premio de los Países Bajos de Motociclismo de 1967 fue la quinta prueba de la temporada 1967 del Campeonato Mundial de Motociclismo. El Gran Premio se disputó el 24 de junio de 1967 en el Circuito de Assen.

## Resultados 500cc
En 500cc, Mike Hailwood comenzó como el más rápido, pero Giacomo Agostini tuvo más agallas al comienzo de la primera curva y relegó a Hailwood al segundo lugar. Siguió tratando de salir de la corriente del MV Agusta durante ocho vueltas, sin éxito. Solo después de esto, Hailwood fue el primero en llegar, dejando visibles que las cualidades de dirección del Honda RC 181 dejaban algo que desear. Sin embargo, logró mejorar el récord de la vuelta, mientras que el resto de pilotos ya estaban a una vuelta. Agostini estaba constantemente con su mano en el panel aerodinámico y aparentemente tenía problemas. Detrás de Hailwood y Agostini, Peter Williams (Arter - Matchless) y Dan Shorey lucharon por el tercer lugar, hasta que Williams se adelantó dos vueltas. Como resultado, Hailwood se pone líder de la clasificación general con los mismos puntos que Agostini.
| Pos.    | Piloto            | Equipo    | Tiempo       | Pts. |
| ------- | ----------------- | --------- | ------------ | ---- |
| 1       | Mike Hailwood     | Honda     | 1h 03' 13" 2 | 8    |
| 2       | Giacomo Agostini  | MV Agusta | +5" 3        | 6    |
| 3       | Peter Williams    | Matchless | +1 Vuelta    | 4    |
| 4       | Dan Shorey        | Norton    | +1 Vuelta    | 3    |
| 5       | Gyula Marsovszky  | Matchless | +1 giro      | 2    |
| 6       | Chris Conn        | Norton    | +1 Vuelta    | 1    |
| 7       | Derek Minter      | Norton    | +1 Vuelta    |      |
| 8       | Kel Carruthers    | Norton    | +1 Vuelta    |      |
| 9       | Billie Nelson     | Norton    | +1 Vuelta    |      |
| 10      | John Dodds        | Norton    | +1 Vuelta    |      |
| 11      | Angelo Bergamonti | Paton     | +1 Vuelta    |      |
| 12      | Derek Lee         | Matchless | +1 Vuelta    |      |
| 13      | Griff Jenkins     | Matchless | +1 Vuelta    |      |
| 14      | Mike Duff         | Matchless | +1 Vuelta    |      |
| 15      | Errol Cowan       | Matchless | +1 Vuelta    |      |
| 16      | Gordon Keith      | Norton    | +2 Vueltas   |      |
| 17      | Bosse Granath     | Matchless | +2 Vueltas   |      |
| 18      | Bert Oosterhuis   | Norton    | +2 Vueltas   |      |
| Ret     | Karl Hoppe        | Matchless | Ret          |      |
| Ret     | Ron Chandler      | Matchless | Ret          |      |
| Ret     | Eduard Lenz       | Matchless | Ret          |      |
| Ret     | Fred Stevens      | Paton     | Ret          |      |
| Ret     | John Cooper       | Norton    | Ret          |      |
| Ret     | Oliver Howe       | Norton    | Ret          |      |
| Ret     | Godfrey Nash      | Norton    | Ret          |      |
| Ret     | Maurice Hawthorne | Norton    | Ret          |      |
| Ret     | Walter Scheimann  | Norton    | Ret          |      |
| Ret     | Lewis Young       | Matchless | Ret          |      |
| Fuente: |                   |           |              |      |

## Resultados 350cc
Había llovido durante mucho tiempo en Assen. No fue hasta el final de la carrera de 50cc que se secó, pero cuando comenzó la de 350cc, la pista aún estaba mojada. Mike Hailwood tomó la delantera desde el principio, mientras que Giacomo Agostini tuvo hasta la vigésima vuelta la Benelli de Renzo Pasolini. 66 minutos necesarios para pasar a Pasolini. Eso significaba que la Honda RC 174 no podía ser vencido, pero la MV Agusta 350 4C sí. Pasolini pudo iniciar un ataque contra Agostini en la última vuelta pero no funcionó.
| Pos. | Piloto            | Moto              | Tiempo       | Pts. |
| ---- | ----------------- | ----------------- | ------------ | ---- |
| 1    | Mike Hailwood     | Honda             | 1h 05' 19" 8 | 8    |
| 2    | Giacomo Agostini  | MV Agusta         | +40"         | 6    |
| 3    | Renzo Pasolini    | Benelli           | +40" 5       | 4    |
| 4    | Fred Stevens      | Paton             | +1 Vuelta    | 3    |
| 5    | Heinz Rosner      | MZ                | +1 Vuelta    | 2    |
| 6    | Kel Carruthers    | Metisse-Aermacchi | +1 Vuelta    | 1    |
| 7    | Gilberto Milani   | Aermacchi         | +1 Vuelta    |      |
| 8    | Chris Conn        | Norton            | +1 Vuelta    |      |
| 9    | Dan Shorey        | Norton            | +1 Vuelta    |      |
| 10   | Karl Hoppe        | Aermacchi         | +1 Vuelta    |      |
| 11   | Bohumil Staša     | Jawa              | +2 Vueltas   |      |
| 12   | Gustav Havel      | Jawa              | +2 Vueltas   |      |
| 13   | Dieter Braun      | Aermacchi         | +2 Vueltas   |      |
| 14   | Tommy Robb        | Bultaco           | +2 Vueltas   |      |
| 15   | Derek Minter      | Norton            | +2 Vueltas   |      |
| 16   | Han Leenheer      | Aermacchi         | +2 Vueltas   |      |
| 17   | Bert Oosterhuis   | Norton            | +2 Vueltas   |      |
| 18   | Lewis Young       | Matchless         | +3 Vueltas   |      |
| Ret  | Mike Duff         | Aermacchi         | Ret          |      |
| Ret  | František Šťastný | Jawa              | Ret          |      |
| Ret  | Karl Hoppe        | Aermacchi         | Ret          |      |
| Ret  | Derek Woodman     | MZ                | Ret          |      |
| Ret  | Peter Williams    | AJS               | Ret          |      |
| Ret  | Ron Chandler      | AJS               | Ret          |      |
| Ret  | Jaap Mooyen       | Honda             | Ret          |      |
| Ret  | Theo Louwes       | Ret               |              |      |

## Resultados 250cc
En el cuarto de litro, tercera victoria en este Gran Premio de Mike Hailwood. Fue el primero en irse, aunque a mitad de la primera vuelta, Phil Read lideraba la carrera con Yamaha RD 05. Después de dos vueltas, Hailwood había puesto las cosas en orden: estaba adelante y Phil Read tuvo que ceder cada vez más con un motor que funcionaba mal. Bryans y Bill Ivy lo alcanzaron en la tercera vuelta. En la vuelta doce, Ivy finalmente logró pasar a Bryans, pero Hailwood ya era inalcanzable. Read tuvo que abandonar en la octava vuelta.

| Pos. | Piloto                | Moto      | Tiempo     | Pts. |
| ---- | --------------------- | --------- | ---------- | ---- |
| 1    | Mike Hailwood         | Honda     | 54' 27" 7  | 8    |
| 2    | Bill Ivy              | Yamaha    | +30"       | 6    |
| 3    | Ralph Bryans          | Honda     | +39" 8     | 4    |
| 4    | Derek Woodman         | MZ        | +1 Vuelta  | 3    |
| 5    | Dave Simmonds         | Kawasaki  | +1 Vuelta  | 2    |
| 6    | Ginger Molloy         | Bultaco   | +1 Vuelta  | 1    |
| 7    | Gyula Marsovszky      | Bultaco   | +1 Vuelta  |      |
| 8    | Bob Coulter           | Bultaco   | +1 Vuelta  |      |
| 9    | Cliff Carr            | Bultaco   | +1 Vuelta  |      |
| 10   | Giuseppe Visenzi      | Bultaco   | +2 Vueltas |      |
| 11   | Rudi Breedt           | Bultaco   | +2 Vueltas |      |
| 12   | Jan Huberts           | Kawasaki  | +2 Vueltas |      |
| 13   | Rudolf Thalhammer     | Aermacchi | +2 Vueltas |      |
| Ret  | Heinz Rosner          | MZ        | Ret        |      |
| Ret  | José María Busquets   | Montesa   | Ret        |      |
| Ret  | Phil Read             | Yamaha    | Ret        |      |
| Ret  | Tommy Robb            | Bultaco   | Ret        |      |
| Ret  | Alberto Pagani        | Aermacchi | Ret        |      |
| Ret  | Gilberto Milani       | Aermacchi | Ret        |      |
| Ret  | Cees van Dongen       | Bultaco   | Ret        |      |
| Ret  | Rex Avery             | EMC       | Ret        |      |
| Ret  | Han Leenheer          | Aermacchi | Ret        |      |
| Ret  | Jan Kostwinder        | Yamaha    | Ret        |      |
| Ret  | Lous van Rijswijk Jr. | Bultaco   | Ret        |      |

## Resultados 125cc
En 125cc, Bill Ivy y Phil Read hicieron excelentes tiempos en los entrenamientos. Per al inicio de la carrera las Yamaha se negaban a arrancar por lo que las Suzuki de Yoshimi Katayama y Stuart Graham, se pusieron en cabeza.  Después de media ronda, sin embargo, Read ya estaba en el cuarto lugar e Ivy, sexto. También logró pasar a Dongen, pero después de eso su quinto lugar ya no estaba en peligro. Mientras tanto, Read pasó a Graham, que se pasó en una curva, y juntos se acercaron al líder Katayama. Read asumió el liderazgo en la décima vuelta. Graham se había quedado un poco atrás y fue pasado por Bill Ivy, que también adelantó a Katayama. Ivy incluso se acercó a Phil Read, que ganó con 200 metros de ventaja.
| Pos. | Piloto            | Moto     | Tiempo     | Pts. |
| ---- | ----------------- | -------- | ---------- | ---- |
| 1    | Phil Read         | Yamaha   | 47' 25" 2  | 8    |
| 2    | Bill Ivy          | Yamaha   | +6" 5      | 6    |
| 3    | Stuart Graham     | Suzuki   | +8" 2      | 4    |
| 4    | Yoshimi Katayama  | Suzuki   | +8" 8      | 3    |
| 5    | Cees van Dongen   | Honda    | +1 Vuelta  | 2    |
| 6    | Rex Avery         | EMC      | +1 Vuelta  | 1    |
| 7    | Ginger Molloy     | Bultaco  | +1 Vuelta  |      |
| 8    | Giuseppe Visenzi  | Montesa  | +1 Vuelta  |      |
| 9    | Jim Curry         | Honda    | +1 Vuelta  |      |
| 10   | Hartmut Bischoff  | MZ       | +1 Vuelta  |      |
| 11   | Walter Scheimann  | Honda    | +1 Vuelta  |      |
| 12   | Bohumil Staša     | Jawa     | +1 Vuelta  |      |
| 13   | Tommy Robb        | Bultaco  | +1 Vuelta  |      |
| 14   | Jan Huberts       | Honda    | +1 Vuelta  |      |
| 15   | Jan Kostwinder    | Honda    | +1 Vuelta  |      |
| 16   | Rudi Breedt       | Honda    | +1 Vuelta  |      |
| 17   | Bob Coulter       | Bultaco  | +1 Vuelta  |      |
| 18   | Siegfried Lohmann | MZ       | +2 Vueltas |      |
| Ret  | Dave Simmonds     | Kawasaki | Ret        |      |

## Resultados 50cc
En Assen ya había llovido mucho la noche anterior a la carrera, pero siguió lloviendo durante la carrera de 50cc. Eso lo convirtió en una carrera algo sorprendente, porque parecía seguro que una Suzuki iba a ganar. El sistema de encendido y la carburación de muchas de las máquinas ligeras aún no eran resistentes al agua y, por lo tanto, Stuart Graham tuvo que para en boxes después de la primera vuelta. Yoshimi Katayama se quedó con Hans-Georg Anscheidt, pero después de la cuarta vuelta Anscheidt también se paró en boxes y Katayama lideró con minuto y medio sobre Ángel Nieto (Derbi). Barry Smith había luchado desde la quinta vuelta y terminó tercero. Anscheidt aun pudo volver a pista y todavía acabó cuarto.
| Pos. | Piloto               | Moto     | Tiempo     | Pts. |
| ---- | -------------------- | -------- | ---------- | ---- |
| 1    | Yoshimi Katayama     | Suzuki   | 32' 07" 5  | 8    |
| 2    | Ángel Nieto          | Derbi    | +1' 43" 5  | 6    |
| 3    | Barry Smith          | Derbi    | +2' 03" 6  | 4    |
| 4    | Hans-Georg Anscheidt | Suzuki   | +2' 36" 2  | 3    |
| 5    | Aalt Toersen         | Kreidler | +4' 03" 5  | 2    |
| 6    | Paul Lodewijkx       | Jamathi  | +4' 04" 5  | 1    |
| 7    | Martin Mijwaart      | Jamathi  | +1 Vuelta  |      |
| 8    | Jos Schurgers        | Kreidler | +1 Vuelta  |      |
| 9    | Horst Seidl          | Honda    | +1 Vuelta  |      |
| 10   | Bernard Hausel       | Derbi    | +1 Vuelta  |      |
| 11   | Chris Goosen         | Derbi    | +2 Vueltas |      |
| Ret  | Stuart Graham        | Suzuki   | Ret        |      |